# Flavio Ezio (console 454)
Flavio Ezio (latino: Flavius Aetius; fl. 451-454) è stato un politico e militare bizantino.
In qualità di comes domesticorum (equitum) et sacrorum stabulorum, il 25 ottobre 451 presenziò alla sesta sessione del concilio di Calcedonia. Nel 452 gli fu dato il comando di un esercito, col compito di attaccare gli Unni che erano restati nelle loro terre oltre il Danubio mentre Attila e il suo esercito discendevano in Italia: Ezio riuscì a sconfiggere e a mettere in fuga il loro esercito.
Si credeva che nel 454, come ricompensa per la sua vittoria, avesse ricevuto il consolato assieme a Flavio Studio. La storiografia più recente tuttavia ha assegnato questo consolato all'omonimo e ben più famoso Flavio Aezio, il Magister militum d'Occidente, assieme alla vittorie sugli Unni. Aezio infatti avrebbe raggiunto Attila sulla via del rientro con un'armata parzialmente costituita da ausiliari forniti dall'Imperatore d'Oriente Marciano. L'eccezionale potere e prestigio assunto da Aezio con il quarto consolato, sarebbe tra i motivi che spinsero Valentiano III ad uccidere il Magister militum.